# 王肯堂
王肯堂（1549年—1613年），字宇泰，一字損仲，號損庵，又號念西居士，直隸金壇（今屬江蘇）人，明朝醫學家、政治人物，同進士出身。

## 生平
王肯堂为王樵次子，自幼天资聪颖，好读九流百家之学。萬曆七年（1579年）己卯科應天府鄉試第三十一名舉人，十七年（1589年）登己丑科同進士，选为翰林院庶吉士，萬曆十九年（1591年）八月授检讨，次年，豐臣秀吉攻陷朝鮮，兵部尚書石星倉皇募兵，王肯堂對其募兵而不練兵有意見，上疏陳十議，自請擔任御史練兵海上，疏留中，憤而引疾告歸。萬曆二十一年（1593年）二月京察，以其為王錫爵親黨為由，評為“浮躁”。萬曆三十一年正月初十日（1603年2月20日）又以此為由，謫王肯堂為浙江海鹽縣縣丞，人們多認為王肯堂是被冤枉的，大多對其持同情的態度，萬曆三十三年九月十四日（1605年10月25日）再贬王肯堂為秀水县縣丞，次年，因吏部侍郎楊時喬舉薦，補南京行人司司副，三十九年累升南京禮部郎中，四十年五月官至福建布政司粮儲道參議，四十一年調浙江參政，分守寧波，八月因病未赴任而卒，享年六十五。與傳教士利瑪竇有往來。

## 家庭
曾祖王瀚，義官，贈兵部主事。祖父王臬，正德丁丑進士，山東副使。父王樵，字明逸，號方麓，嘉靖二十六年（1547年）登丁未科同進士，官至南京都察院右都御史。兄王啓疆，以漳州府學教授升彰德府涉縣知縣；弟王干城、王岳陞，俱为諸生。

## 著作

### 律學
其父王樵著有《讀律私箋》二十四卷。王肯堂以此書作為基礎，完成《律例箋釋》三十卷。該書集諸家之說，舍短取長，不僅解釋精確，還注重律文與律例結構的分析，這對清朝律典，尤其是《大清律集解》的影響較大。

### 醫學
嘉靖四十五年（1566年）因为母親生病，群醫莫衷一是，不得要領，王肯堂因而啓發學醫之心，常夜讀医籍，精研醫理，并曾投身蘇州名医薛延卿門下學医。復因妹妹罹患重疾，親自將其医好，遂为人知，上門求医之人不絶。能做眼窩邊腫瘤切除手術，又能治癒瘋疾。歷11年編成《證治準繩》44卷，凡220萬字。另著有《醫鏡》4卷、《新鐫醫論》3卷、《鬱岡齋筆塵》等，辑有《古代医统正脉全书》。今人輯有《王肯堂醫學全書》。

### 佛學
王肯堂是明末高僧紫柏真可的弟子，專攻唯識而不涉餘宗，以唯識的立場，採用唯識系的經論，作為注釋的依據。王肯堂著有《成唯識論證義》，在明末諸家的唯識著述中最為傑出。:195、188另外，王肯堂還撰有《因明入正理論集解》、《八識規矩集解》、《參禪要訣》。